# Die Hippie, Die
"Die Hippie, Die" é o episódio #127 da série de desenhos animados adultos South Park exibida pelo canal Comedy Central. Foi ao ar originariamente em 16 de março de 2005 e é o  último episódio em que Isaac Hayes dubla o personagem Chef.

## Enredo
Cartman oferece serviços de "controle de pragas" à população, para se livrar dos hippies, pessoas temidas e odiadas por ele por "fumarem maconha, vestirem-se e cheirarem mal." Após estudar muito sobre os hippies a fim de erradicá-los, Cartman chega à conclusão de que eles estão preparando um festival de música em South Park. Ele tenta avisar o conselho da cidade, mas logo depois é preso por terem sido descobertos em seu porão, 63 hippies aprisionados (os escritores da série Matt Stone e Trey Parker são vistos tocando violão e fumando). Não tarda e a cidade de South Park é invadida pelo maior contingente de hippies da história e o festival de música ameaça acabar com a cidade. Stan, Kyle e Kenny, contudo, vão para o festival pois os hippies lhes falam que vão lutar contra as corporações malignas. No meio de uma grande multidão hippie os três garotos ouvem jam bands.
Cartman pede a prefeita McDaniels que interrompa o festival mas ela nega pois foi a primeira autoridade a aprovar publicamente a realização do evento. Contudo, ao perceber o caos provocado na cidade pelas excentricidades dos hippies, a prefeita fica com remorsos e dispara um tiro na cabeça (ela sobrevive e aparece depois discutindo o plano de Cartman para os hippies). A banda que toca no festival lembra Phish. O guitarrista e o baixista não foram nominados mas se parecem com Trey Anastasio e Mike Gordon.
Os pais de Stan sabem onde ele está e a princípio não se preocupam, mas quando lembram de suas loucuras em Woodstock eles resolvem "salvar" o garoto. Randy tenta atravessar a multidão mas não consegue devido a expeça fumaça de maconha. Os cidadãos então pedem ajuda a Cartman para expulsar os hippies. ele acaba por concordar mas exige em troca que Randy lhe dê uma escavadeira Tonka de brinquedo a um controle remoto e que a mãe de Kyle lhe prometa fazer com que o filho fique assistindo a ele com o brinquedo.
Enquanto isso, Stan, Kyle e Kenny percebem que os hippies não estão fazendo nada contra as corporações que demonizavam e a ideia deles de uma sociedade perfeita não difere da existente atualmente. Os garotos pensam em ir embora mas a multidão já alcançava um raio de 10 quilômetros e os esforços de Stan para falar sensatamente com os hippies apenas piora a situação. Cartman, com a ajuda de um cientista (Randy), uma engenheira (Linda, a mãe de Butters Stotch) e um "negro para se sacrificar se as coisas derem errado" (Chef), são a tripulação de uma gigantesca escavadeira (paródia de The Core e Armageddon, filmes de 1999 e 2003) usada para furar a multidão hippie. Atordoados pela névoa de maconha e com a máquina aquecida, a missão fracassa até que Chef sai da escavadeira e se "sacrifica" ao ligar o interruptor de emergência. Ao conseguir chegar ao palco, Cartman usa a aparelhagem para tocar a canção do Slayer chamada "Raining Blood" pois afirmara que os hippies odeiam heavy metal. O plano funciona e os hippies se dispersam, o que salva South Park. Stan encontra Randy e ficam felizes por estarem bem. Cartman puxa uma faca para Kyle e conta ter um plano para o garoto. Kyle então é forçado a assistir Cartman brincar com sua Tonka de controle remoto no pátio da escola.

## Repercussão
Kerry King, guitarrista do Slayer, disse que achou o episódio engraçado e confessou assistir o programa, citando-o numa entrevista "Foi legal assistir a canção tendo um bom uso. Se ela serve para espantar os hippies, nós fizemos nosso trabalho."